# 124e régiment d'artillerie
Le 124e régiment d'artillerie est un régiment d'artillerie français actif en 1940 durant la campagne de France. Il appartient au XXIVe corps d'armée. Il combat du 10 mai au 25 juin, date à laquelle il est désarmé à Périgueux.

## Création et différentes dénominations
Il est créé en janvier 1940 et dissout en juillet de la même année.
Il est parfois désigné 124e régiment d'artillerie lourde automobile (124e RALA), 124e régiment d'artillerie lourde à tracteurs (124e RALT), 124e régiment d'artillerie lourde tractée (124e RALT) ou 124e régiment d'artillerie lourde de corps d'armée (124e RALCA).

## Historique
Dirigé par le colonel Maury, le régiment est formé à Crugny le 9 janvier 1940 par les centres mobilisateurs de l'artillerie 9 et 27. Il appartient au XXIVe corps d'armée au sein de la troisième armée. Le régiment est composé de trois groupes de quatre batteries : un groupe de canons de 105 L modèle 1913 TTT, tractés par des Latil KTL un groupe de canons de 105 L modèle 1936 TTT, tractés par des SOMUA MCG 5, et un groupe de canons de 155 GPF.
Le 10 mai, le 124e RALT est posté à Han-devant-Pierrepont. Entre le 10 et le 12, le régiment est déplacé sur l'Aisne, il subit des bombardements et des mitraillages d'avions qui lui causent de nombreux dégâts (camions de munitions notamment).
Le 12 mai, le régiment ouvre le feu avec succès sur une colonne motorisée. Il tire nuit et jour, jusqu'à l'ordre de repli le 7 juin. Là, l'efficacité de son tir nourri lui permet de tenir face à l'infanterie allemande qui s'approche au contact. Il est ensuite replié au château de Saint-Romain-sous-Versigny, près de Nanteuil-le-Haudouin, avant de se replier sur la Loire le 15 juin,. Par la suite, le repli le mène à Périgueux où les canons sont désarmés.

## Organigramme
D'après Mary 1985, p. 148 :
- Chef de corps : colonel Maury

- 1er groupe (105 L 13) : chef d'escadron Roy
  - Première batterie : capitaine Grosnier
  - Seconde batterie : lieutenant Vautrin[9]
  - Troisième batterie : capitaine Monge
- 2e groupe (105 L 36) : chef d'escadron Domergue
  - Quatrième batterie : capitaine More
  - Cinquième batterie : capitaine Robin
  - Sixième batterie : capitaine Chabert
- 3e groupe (155 GPF) : chef d'escadron Besnard
  - Septième batterie : capitaine Bouli
  - Huitième batterie : lieutenant Kahn
  - Neuvième batterie : capitaine Goin

## Personnalités
- C'est au sein de ce régiment que sert le lieutenant Jean-Pierre Lévy qui deviendra par la suite le chef du mouvement Franc-Tireur[5].
- Charles Broy, canonnier de la seconde batterie[6], et Henri Deschamps, lieutenant à la neuvième batterie[10], sont incorporés dans ce régiment. Ces deux hommes participeront après l'armistice à la création du mouvement Franc-Tireur[6].
- Les frères Julien et Sylvain Becker participent à la campagne de 1940 avec le régiment. Ils seront tués par les Allemands car Juifs le 29 mars 1944 à Nantheuil-le-Thiviers (Dordogne), où ils étaient restés après leur démobilisation[11].

### Sources et bibliographie
- Jean-Pierre Lévy et D. Veillon, Mémoires d'un franc-tireur : itinéraire d'un résistant, Editions Complexe, 2000, 177 p. (ISBN 978-2-87027-829-1, lire en ligne)
- Jean-Yves Mary, Quelque part sur la ligne Maginot : l'ouvrage de Fermont, 1930-1980, Sercap, 1985, 357 p. (ISBN 978-2-7321-0224-5, lire en ligne)